# John Edwards (medico)
John Hilton Edwards (26 marzo 1928 – 11 ottobre 2007) è stato un medico e biologo inglese.
Figlio del chirurgo Harold Clifford Edwards, John H. Edwards è stato il primo biologo a descrivere la trisomia 18, meglio nota come sindrome di Edwards, dovuta alla presenza di un cromosoma 18 in più nel cariotipo.
Nel 1979 è stato eletto menmbro del corpo docenti della Royal Society, per i suoi meriti nella medicina, patologia, psichiatria, epidemiologia e soprattutto nella genetica, ed è stato fellow nel Keble College ad Oxford  dove ha svolto il ruolo di docente dal 1979 al 1995.

## Necrologi
- Necrologio sul The Independent
- Necrologio su BJM, su bmj.com.
- Nature Genetics obituary, su nature.com.